# Natação no Campeonato Mundial de Esportes Aquáticos de 2017 - 200 m peito masculino
A prova dos 200 metros peito masculino da natação no Campeonato Mundial de Esportes Aquáticos de 2017 ocorreu nos dias 27 de julho e 28 de julho em Budapeste na Hungria.

## Recordes
Antes desta competição, os recordes mundiais e do campeonato nesta prova eram os seguintes:
| Tipo                  | Atleta         | Tempo   | Local     | Data                  |
| --------------------- | -------------- | ------- | --------- | --------------------- |
|                       | Ippei Watanabe | 2:06.67 | Tóquio    | 29 de janeiro de 2017 |
| Recorde do campeonato | Dániel Gyurta  | 2:07.23 | Barcelona | 2 de agosto de 2013   |

Os seguintes novos recordes foram estabelecidos durante esta competição. 
| Data        | Prova     | Nadador       | Nacionalidade | Tempo   | Recordes              |
| ----------- | --------- | ------------- | ------------- | ------- | --------------------- |
| 27 de julho | Semifinal | Anton Chupkov | Rússia        | 2:07.14 | Recorde do campeonato |
| 28 de julho | Final     | Anton Chupkov | Rússia        | 2:06.96 | Recorde do campeonato |

## Medalhistas
| Ouro                | Prata                 | Bronze               |
| Anton Chupkov (RUS) | Yasuhiro Koseki (JPN) | Ippei Watanabe (JPN) |

## Resultados

### Eliminatórias
Esses foram os resultados das eliminatórias. Foram realizadas no dia 27 de julho com início às 10:28. 
| Pos. | Bateria | Raia | Nadador               | Nacionalidade            | Tempo   | Notas |
| ---- | ------- | ---- | --------------------- | ------------------------ | ------- | ----- |
| 1    | 4       | 5    | Anton Chupkov         | Rússia                   | 2:08.23 | Q     |
| 2    | 3       | 3    | Ross Murdoch          | Reino Unido              | 2:08.98 | Q     |
| 3    | 4       | 4    | Ippei Watanabe        | Japão                    | 2:09.30 | Q     |
| 4    | 4       | 6    | Qin Haiyang           | China                    | 2:09.39 | Q, WJ |
| 5    | 3       | 4    | Kevin Cordes          | Estados Unidos           | 2:09.47 | Q     |
| 6    | 3       | 6    | Luca Pizzini          | Itália                   | 2:09.86 | Q     |
| 7    | 5       | 6    | Nic Fink              | Estados Unidos           | 2:09.90 | Q     |
| 8    | 5       | 2    | Matthew Wilson        | Austrália                | 2:09.98 | Q     |
| 9    | 4       | 2    | Mao Feilian           | China                    | 2:10.01 | Q     |
| 10   | 5       | 5    | Dmitriy Balandin      | Cazaquistão              | 2:10.18 | Q     |
| 11   | 3       | 5    | Erik Persson          | Suécia                   | 2:10.21 | Q     |
| 12   | 5       | 4    | Yasuhiro Koseki       | Japão                    | 2:10.38 | Q     |
| 13   | 5       | 3    | Marco Koch            | Alemanha                 | 2:10.40 | Q     |
| 14   | 4       | 3    | Ilya Khomenko         | Rússia                   | 2:10.43 | Q     |
| 15   | 3       | 7    | Arno Kamminga         | Países Baixos            | 2:11.00 | Q     |
| 15   | 4       | 8    | Yannick Käser         | Suíça                    | 2:11.00 | Q,    |
| 17   | 3       | 2    | Dániel Gyurta         | Hungria                  | 2:11.28 |       |
| 18   | 5       | 7    | James Wilby           | Reino Unido              | 2:11.51 |       |
| 19   | 5       | 1    | Carlos Claverie       | Venezuela                | 2:11.71 |       |
| 20   | 3       | 1    | Nicholas Quinn        | Irlanda                  | 2:12.15 |       |
| 21   | 5       | 8    | Giedrius Titenis      | Lituânia                 | 2:12.37 |       |
| 22   | 4       | 7    | Matti Mattsson        | Finlândia                | 2:12.66 |       |
| 23   | 5       | 0    | Miguel de Lara        | México                   | 2:13.35 |       |
| 24   | 4       | 9    | Ilya Shymanovich      | Bielorrússia             | 2:13.46 |       |
| 25   | 4       | 0    | Christopher Rothbauer | Áustria                  | 2:13.61 |       |
| 26   | 4       | 1    | Thiago Simon          | Brasil                   | 2:14.23 |       |
| 27   | 3       | 8    | Laurent Carnol        | Luxemburgo               | 2:14.87 |       |
| 28   | 2       | 7    | Chao Man Hou          | Macau                    | 2:15.41 |       |
| 29   | 2       | 4    | Lee Hsuan-yen         | Taipé Chinesa            | 2:15.94 |       |
| 30   | 3       | 9    | Daniils Bobrovs       | Letônia                  | 2:16.86 |       |
| 31   | 2       | 6    | Youssef El-Kamash     | Egito                    | 2:17.43 |       |
| 32   | 2       | 2    | Denis Petrashov       | Quirguistão              | 2:18.43 |       |
| 33   | 5       | 9    | Kim Jae-youn          | Coreia do Sul            | 2:18.65 |       |
| 34   | 3       | 0    | Jorge Murillo         | Colômbia                 | 2:19.05 |       |
| 35   | 2       | 1    | Adriel Sanes          | Ilhas Virgens Americanas | 2:20.92 |       |
| 36   | 2       | 0    | Amro Al-Wir           | Jordânia                 | 2:23.09 |       |
| 37   | 2       | 8    | Arnoldo Herrera       | Costa Rica               | 2:24.57 |       |
| 38   | 1       | 3    | Santiago Saint-Upery  | Uruguai                  | 2:26.35 |       |
| 39   | 1       | 4    | Felipe Gomes          | Malawi                   | 2:28.94 |       |
| 40   | 1       | 5    | Otto Borgards         | El Salvador              | 2:30.73 |       |
|      | 2       | 3    | Wassim Elloumi        | Tunísia                  | DNS     | DNS   |
|      | 2       | 5    | Ayrton Sweeney        | África do Sul            | DNS     | DNS   |

### Semifinal
Esses foram os resultados das semifinais. Foram realizadas no dia 27 de julho com início às 18h14. 
Semifinal 1
| Pos. | Raia | Nadador          | Nacionalidade | Tempo   | Notas |
| ---- | ---- | ---------------- | ------------- | ------- | ----- |
| 1    | 4    | Ross Murdoch     | Reino Unido   | 2:07.72 | Q     |
| 2    | 7    | Yasuhiro Koseki  | Japão         | 2:07.80 | Q     |
| 3    | 1    | Ilya Khomenko    | Rússia        | 2:08.58 | Q     |
| 4    | 6    | Matthew Wilson   | Austrália     | 2:08.64 | Q     |
| 5    | 3    | Luca Pizzini     | Itália        | 2:08.95 |       |
| 6    | 2    | Dmitriy Balandin | Cazaquistão   | 2:09.69 |       |
| 7    | 5    | Qin Haiyang      | China         | 2:10.14 |       |
| 8    | 8    | Yannick Käser    | Suíça         | 2:12.19 |       |

Semifinal 2
| Pos. | Raia | Nadador        | Nacionalidade  | Tempo   | Notas            |
| ---- | ---- | -------------- | -------------- | ------- | ---------------- |
| 1    | 4    | Anton Chupkov  | Rússia         | 2:07.14 | Q,               |
| 2    | 5    | Ippei Watanabe | Japão          | 2:07.44 | Q                |
| 3    | 3    | Kevin Cordes   | Estados Unidos | 2:08.40 | Q                |
| 4    | 6    | Nic Fink       | Estados Unidos | 2:08.80 | Q                |
| 5    | 7    | Erik Persson   | Suécia         | 2:09.58 |                  |
| 6    | 1    | Marco Koch     | Alemanha       | 2:09.61 |                  |
| 7    | 2    | Mao Feilian    | China          | 2:09.63 |                  |
| 8    | 8    | Arno Kamminga  | Países Baixos  | 2:09.94 | Recorde nacional |

### Final
A final foi realizada em 28 de julho às 18h55. 
| Pos.              | Raia | Nadador         | Nacionalidade  | Tempo   | Notas |
| ----------------- | ---- | --------------- | -------------- | ------- | ----- |
| Medalha de ouro   | 4    | Anton Chupkov   | Rússia         | 2:06.96 | ,     |
| Medalha de prata  | 6    | Yasuhiro Koseki | Japão          | 2:07.29 |       |
| Medalha de bronze | 5    | Ippei Watanabe  | Japão          | 2:07.47 |       |
| 4                 | 3    | Ross Murdoch    | Reino Unido    | 2:08.12 |       |
| 5                 | 8    | Nic Fink        | Estados Unidos | 2:08.56 |       |
| 6                 | 2    | Kevin Cordes    | Estados Unidos | 2:08.68 |       |
| 7                 | 7    | Ilya Khomenko   | Rússia         | 2:09.18 |       |
| 8                 | 1    | Matthew Wilson  | Austrália      | 2:10.37 |       |

Legenda
| Recorde mundial       | Recorde mundial (World record)               |                       | Recorde africano                      | Recorde africano (African) |                                           | Q | Classificado por posição (Qualified) |
| Recorde do campeonato | Recorde do campeonato (Championship record)  | Recorde da América    | Recorde da América (Americas)         | q                          | Classificado por melhor tempo (Qualified) |   |                                      |
| Melhor marca do ano   | Melhor marca do ano (World leading)          | Recorde asiático      | Recorde asiático (Asian)              | DNS                        | Não largou (Did not start)                |   |                                      |
| Recorde nacional      | Recorde nacional (National record)           | Recorde europeu       | Recorde europeu (European)            | DNF                        | Não terminou (Did not finish)             |   |                                      |
| Recorde pessoal       | Recorde pessoal do atleta (Personal best)    | Recorde da Oceania    | Recorde da Oceania (Oceania)          | DSQ / DQ                   | Desclassificado (Disqualified)            |   |                                      |
| Recorde da temporada  | Recorde da temporada do atleta (Season best) | Recorde sul-americano | Recorde sul-americano (South America) | NM                         | Sem marca (No mark)                       |   |                                      |